# 프로젝트 56
프로젝트 56 작전(영어: Operation Project 56)은 1955년에서 1956년까지 네바다 핵 실험장에서 미국이 수행한 4회의 핵실험 시리즈이다. 이 실험들은 위그웜 작전 시리즈 다음에 이어졌고 레드윙 작전 시리즈 이전에 수행되었다.

## 서론
이 실험들은 안전성 시험으로, 사고로 손상된 무기나 탄두가 고폭탄 부품의 일부 또는 전부가 불타거나 폭발하더라도 핵출력을 내면서 폭발할지 여부를 확인하는 것이 목적이었다. 이 실험의 절차는 기폭 장치 와이어를 제거하거나 (예를 들어 하나만 남기고 모두 제거하여) 시험 폭탄에 결함을 주어 무기에 추가 점화 장치나 특별히 농축된 코어를 사용하여 폭탄을 강화한 다음 (그 후) 폭탄을 정상적으로 발사하는 것이었다(탄두 설계 안전 참조). 발사 시 핵출력이 발생하면 안전성 관점에서 시험은 실패로 간주된다. 성공적인 시험은 시험 폭탄의 화학 폭발물만 폭발하는 것으로 측정되며, 이는 물론 폭탄 코어를 폭파하고 코어 물질이 넓은 지역으로 퍼지게 한다(모든 프로젝트 56 시험이 그랬듯이 야외에서 수행된 경우).

## 여파
NTS의 11구역의 895 에이커 이상이 플루토늄 먼지와 파편으로 오염되었다. 이 지역은 플루토늄 계곡으로 알려져 있으며, 방사선 모니터링 및 샘플링 작업에 대한 현실적인 훈련을 위해 간헐적으로 계속 사용되고 있다.
| 이름 | 날짜 시간 (UT)           | 현지 시간대  | 위치                                                                             | 표고 + 높이            | 전달 방식 목적         | 장치           | 출력      | 낙진 | 참고 자료                                  | 비고 |
| ---- | ------------------------ | ------------ | -------------------------------------------------------------------------------- | ---------------------- | ---------------------- | -------------- | --------- | ---- | ------------------------------------------ | --- |
| 1    | 1955년 11월 1일 22:10:?? | PST (–8 hrs) | NTS 11a 구역 북위 36° 59′ 04″ 서경 115° 57′ 41″ / 북위 36.98444° 서경 115.96151° | 1,271 m (4,170 ft) + 0 | 건조 표면, 안전성 실험 | TX-15/39 1차 ? | 출력 없음 |      | [ 1 ] [ 5 ] [ 6 ] [ 7 ] [ 8 ] [ 9 ] [ 10 ] | 밀봉된 핏의 원점 안전성 시험, 성공. 시험 실패로 간주될 피트 내 최악의 분열 지원 조건을 확인하기 위해 추가 우라늄과 3개의 지퍼를 사용했다. |
| 2    | 1955년 11월 3일 21:15:?? | PST (–8 hrs) | NTS 11b 구역 북위 36° 58′ 48″ 서경 115° 57′ 34″ / 북위 36.9801° 서경 115.9594°   | 1,263 m (4,144 ft) + 0 | 건조 표면, 안전성 실험 | W-25           | 출력 없음 |      | [ 1 ] [ 5 ] [ 6 ] [ 7 ] [ 8 ] [ 9 ] [ 10 ] | W-25 밀봉된 핏의 원점 안전성 시험, 성공. 충분한 중성자를 확보하기 위해 3개의 지퍼를 사용했다.                                             |
| 3    | 1955년 11월 5일 19:55:?? | PST (–8 hrs) | NTS 11c 구역 북위 36° 58′ 33″ 서경 115° 57′ 26″ / 북위 36.97572° 서경 115.95732° | 1,260 m (4,130 ft) + 0 | 건조 표면, 안전성 실험 | TX/W-28 1차    | 출력 없음 |      | [ 1 ] [ 5 ] [ 6 ] [ 7 ] [ 8 ] [ 9 ] [ 10 ] | TX/W-28 1차의 원점 안전성 시험, 성공. 충분한 중성자를 확보하기 위해 3개의 지퍼를 사용했다.                                                |
| 4    | 1956년 1월 18일 21:30:?? | PST (–8 hrs) | NTS 11d 구역 북위 36° 58′ 17″ 서경 115° 57′ 19″ / 북위 36.97135° 서경 115.95539° | 1,252 m (4,108 ft) + 0 | 건조 표면, 안전성 실험 | TX/W-28 1차    | 10 t      |      | [ 1 ] [ 5 ] [ 6 ] [ 7 ] [ 8 ] [ 9 ] [ 10 ] | 부분적으로 실패한 원점 안전성 시험. 그렇지 않았다면 간신히 임계점에 도달했을 장치에 큰 중성자 개시(지퍼 6개)가 있었기 때문이다.           |

1. ↑  미국, 프랑스, 영국은 시험 이벤트를 코드명으로 지정했지만, 소련과 중국은 그렇지 않아 시험 번호만 가지고 있다(일부 예외 - 소련의 평화적 폭발은 이름이 지정됨). 이름이 고유 명사가 아닌 경우 괄호 안의 영어 번역. 숫자 뒤에 대시가 붙으면 일제사격 이벤트의 구성원임을 나타낸다. 미국은 때때로 그러한 일제사격 시험에서 개별 폭발에도 이름을 붙이는데, 이는 "name1 – 1(with name2)"와 같이 표시된다. 시험이 취소되거나 중단된 경우, 날짜 및 위치와 같은 행 데이터는 알려진 경우 의도된 계획을 공개한다.
2. ↑  UT 시간을 표준 현지 시간으로 변환하려면 UT 시간에 괄호 안의 시간을 더하고, 현지 일광 절약 시간인 경우 한 시간을 더 추가한다. 결과가 00:00 이전이면 24시간을 더하고 날짜에서 1을 뺀다. 결과가 24:00 이후이면 24시간을 빼고 날짜에 1을 더한다. IANA 시간대 데이터베이스에서 얻은 역사적 시간대 데이터.
3. ↑  대략적인 지명 및 위도/경도 참조; 로켓 발사 시험의 경우, 알려진 경우 폭발 위치 이전에 발사 위치가 지정된다. 일부 위치는 매우 정확하지만, 다른 위치(예: 공중 투하 및 우주 폭발)는 상당히 부정확할 수 있다. "~"는 해당 지역의 다른 시험과 공유되는 형식적인 대략적인 위치를 나타낸다.
4. ↑  표고는 폭발 지점 바로 아래 지면의 해수면 기준 높이이며, 높이는 탑, 풍선, 갱도, 터널, 공중 투하 또는 기타 장치에 의해 추가되거나 빼진 추가 거리이다. 로켓 폭발의 경우 지면 높이는 "N/A"이다. 어떤 경우에는 높이가 절대 높이인지 지면 기준 상대 높이인지 명확하지 않다(예: Plumbbob/John). 숫자나 단위가 없으면 값이 알 수 없음을 나타내고, "0"은 0을 의미한다. 이 열의 정렬은 표고와 높이를 합산한 값으로 이루어진다.
5. ↑  대기, 공중 투하, 풍선, 총, 순항 미사일, 로켓, 지표면, 탑, 바지선은 모두 부분적 핵실험 금지 조약에 의해 금지된다. 밀폐된 갱도와 터널은 지하에 있으며, PTBT 하에서 계속 유용했다. 의도적인 분화구 형성 시험은 경계선에 있으며, 조약 하에서 발생했지만 때로는 항의를 받았고, 시험이 평화적 용도로 선언된 경우 일반적으로 간과되었다.
6. ↑  무기 개발, 무기 효과, 안전성 시험, 운송 안전성 시험, 전쟁, 과학, 공동 검증 및 산업/평화적 용도를 포함하며, 더 세분화될 수 있다.
7. ↑  알려진 시험 품목의 명칭, "?"는 이전 값에 대한 약간의 불확실성을 나타내며, 특정 장치에 대한 별칭은 따옴표로 표시된다. 이 정보는 종종 공식적으로 공개되지 않는다.
8. ↑  톤, 킬로톤, 메가톤 단위로 추정된 에너지 출력. 1톤의 TNT 환산은 4.184 기가줄(1 기가칼로리)로 정의된다.
9. ↑  알려진 경우, 즉각적인 중성자 외에 대기로의 방사성 방출. 언급된 경우 측정된 종은 요오드-131만 해당되며, 그렇지 않으면 모든 종을 포함한다. 항목이 없으면 알 수 없음을 의미하며, 지하인 경우 아마도 없을 것이고, 그렇지 않으면 "모두"이다. 측정된 방출 방사능 양과 함께 현장 또는 현장 외에서만 측정되었는지에 대한 표기가 있다.

## 같이 보기
- 프로젝트 57
- 롤러코스터 작전
- 핵무기 설계

## 추가 자료
- 핸슨, 척, "Swords of Armageddon" (CD-ROM & 다운로드 가능). PDF. 2,600페이지, 서니베일, 캘리포니아, Chucklea Publications, 1995, 2007. ISBN 978-0-9791915-0-3 (2판)